# Una rosa blu
Una rosa blu es el séptimo álbum de estudio de la cantante mexicana Gloria Trevi. Fue lanzado el 2 de octubre de 2007 en Estados Unidos, el 9 de octubre del mismo año en México, y posteriormente en otros países de América y España por Univision Records y Universal Music Latino. El título del álbum toma su nombre de la canción italiana Una rosa blu originalmente interpretada por Michele Zarrillo quien la presentó en el Festival de la Canción de San Remo en 1982.. Fue su disco más vendido desde Más turbada que nunca (1995) y muy popular en México, Estados Unidos, Argentina, Colombia y países europeos como España y Rusia.
En Estados Unidos, el álbum vendió cerca de 50,000 copias durante el primer día de lanzamiento que le permitiría debutar en el Billboard 200 con una semana de apertura con más de 94.000 copias  y más tarde recibió varias certificaciones de oro y platino por parte de la RIAA (Recording Industry Association of America). En el 2013 Nielsen SoundScan encargado de monitorear la distribución de discos y canciones en los Estados Unidos dio a conocer que se habían comercializado algo más de 420.000 copias de Una Rosa Blu en territorio americano, siendo su mejor vendido en este territorio. En México, recibió disco de dro y de platino por más de 150.000 unidades y alcanzó la quinta posición de ventas a nivel nacional donde se mantuvo por más de 100 semanas. Una rosa blu registró el tercer puesto de la lista Billboard Latin Pop Albums como su máxima posición a tan solo semanas de su lanzamiento. En España, consiguió colocarse en el Top 100 de los discos más vendidos de dicho país durante 2009. Por su parte en Argentina logró adentrarse a las primeras diez posiciones del registro CAPIF Álbums en la octava casilla registrando altas ventas en el país que le valdría una certificación con un disco oro más tarde, en España Music & Media ocupó la octava posición del conteo semanal, mientras que en Colombia destacó en la primera posición de la Asociación Colombiana de Productores de Fonogramas que le valió un disco de oro por distribuir más de 5000 unidades en el país. En Italia hizo su aparición en la posición 52 del Italian Álbum Charts y en Rusia el conteo oficial de discos Tophit lo colocó en el 142 semanal. A finales del año 2010 mundialmente se habían vendido más de 2 millones de unidades de la producción discográfica.
La promoción de Una rosa blu se vio acompañada de cinco sencillos: Psicofonía, Cinco minutos, Pruébamelo, El favor de la soledad y Lo que una chica por amor es capaz, los cuales fueron publicados durante 2007 y 2009. Estos cortes alcanzaron los primeros cinco lugares de popularidad en las radios mexicanas, Estados Unidos, España y de Latinoamérica. 
El reconocido productor Sergio George recibió una nominación al Grammy Latino en 2009 en la categoría "Productor del Año" por su trabajo en el tema La vida se va, pista número 6 de Una rosa blu, además de otras producciones con diferentes artistas. Armando Ávila, quien produjo la mayor parte de las canciones, fue reconocido como "Productor del Año" en los Latin Billboard Music Awards en abril de 2010.
El álbum marcó la aparición nuevamente de Gloria en las listas internacionales y las premiaciones más importantes de Latinoamérica y Estados Unidos, con el Gloria fue ganadora del Billboard Latino, Premio Lo Nuestro, Premio Oye, Telehit, Ritmoson Latino entre otros muchos más.

## Producción y grabación
Desde el resurgimiento de su carrera musical con el álbum Cómo nace el universo (2004), Trevi tomó una nueva dirección explorando estilos como el dance, cumbia y salsa. Para conseguir esto, invitó a tres grandes productores de la industria para escribir y realizar lo que sería su séptimo material discográfico. 
Escrito en su mayoría por la cantante y producido por el mexicano Armando Ávila, quien también realizó su anterior disco e hizo de Todos me miran un éxito en la comunidad latina en el verano de 2006, es el que tiene mayor número de créditos. El estadounidense Sergio George estuvo a cargo de los dos temas salsa y el italiano Bob Benozzo materializó la balada que da por nombre a la producción.
Las grabaciones se realizaron en la Ciudad de México, Miami, Orlando y Milán, con un numeroso equipo de músicos y algunos nuevos compositores los cuales trabajaron con Trevi por primera vez. La influencia dance al estilo pop aparece de nueva cuenta en cortes como Doña pudor y en la remezcla de Psicofonía. Sergio George produjo el primer dueto en la carrera de Gloria Trevi, una colaboración con la puertorriqueña Olga Tañón. El dueto, titulado Lo que te toca, es una letra de Jorge Luis Piloto al estilo salsa que presenta un diferente timbre vocal de Trevi. Un segundo tema producido por George fue La vida se va con arreglos que se asemejan a sus producciones con Celia Cruz. Estas dos piezas son la primera incursión de la cantante en el género de la música cubana. 
Una nueva versión adaptada al español por Trevi fue Una rosa blu (Una rosa azul), tema original en italiano de Michele Zarrillo, producida por Bob Benozzo y grabada en Milán durante las últimas sesiones de grabación. La canción está dirigida a las personas "diferentes" e inspirada en grandes personalidades como Gianni Versace y Ana Nicole Smith. Lo que una chica por amor es capaz es una de las primeras canciones que Trevi compuso durante su adolescencia y que terminó para este disco. Cuestiones sociales se presentaron como el homenaje a las víctimas de Ciudad Juárez, Inmaculada, compuesta por Gustavo Velásquez y seleccionada para promover una campaña en contra de los acontecimientos. La canción fue anunciada como segundo corte del álbum en noviembre de 2007, pero fue descartada por el sencillo Cinco minutos.

## Lanzamiento y promoción
En su primera semana de lanzamiento, Una rosa blu entró a la tercera posición de la lista Top Latin Albums que publica la revista Billboard. En México, el disco debutó en el no. 43 de la lista nacional Top 100 Álbumes elaborada semanalmente por AMPROFON. A cuatro semanas de su lanzamiento, se posicionó en el quinto lugar de la lista, su máxima posición durante la última semana de octubre. Una rosa blu salió de los charts mexicanos en febrero de 2010, después de mantenerse vigente 120 semanas desde octubre de 2007.

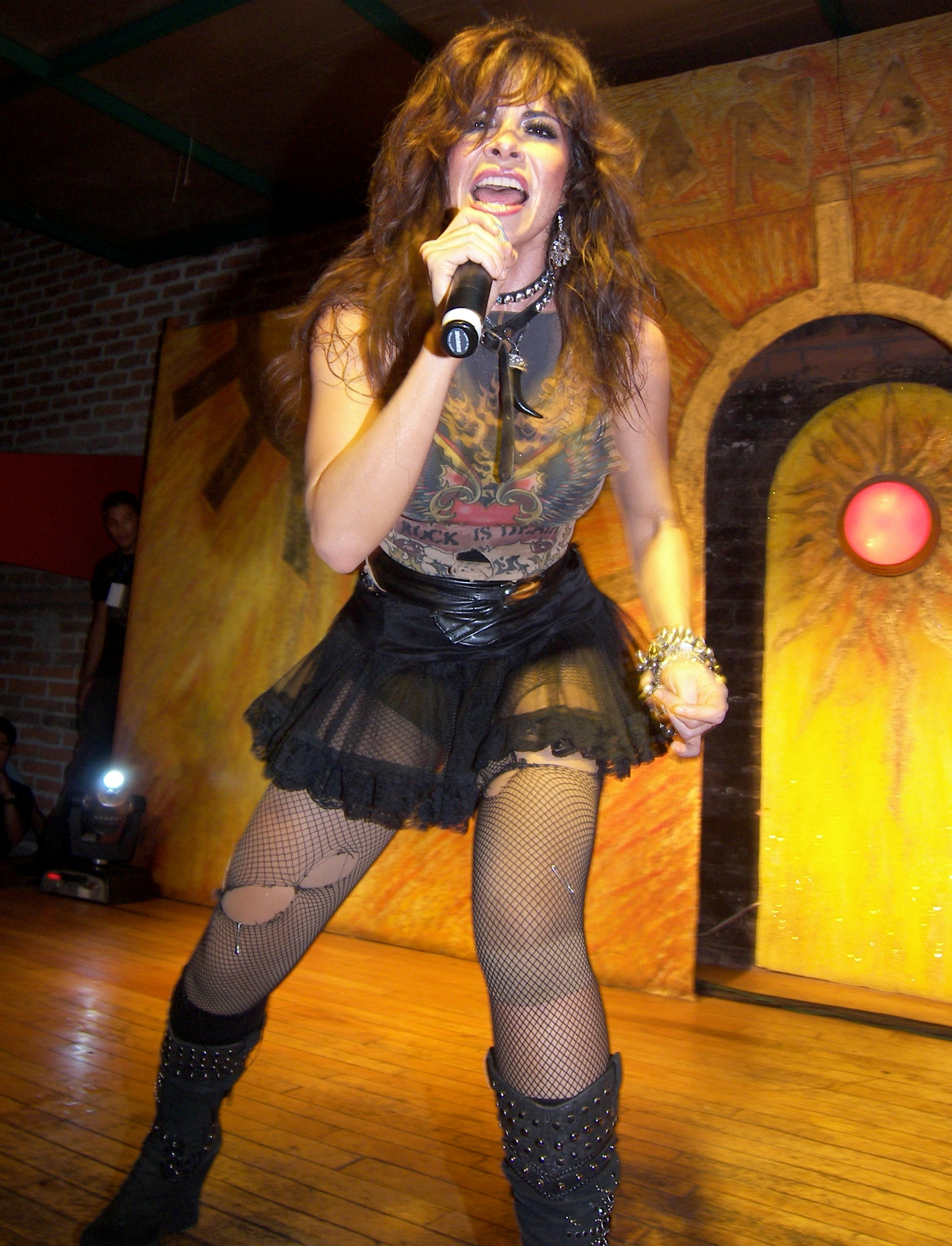
Gloria Trevi durante su presentación en Puerto Vallarta, 2007.

El primer sencillo, Psicofonía, fue publicado en septiembre de 2007. Obtuvo éxito moderado en radio y el video promocional fue dirigido personalmente por Trevi en una antigua mansión de la ciudad de Monterrey. El videoclip se estrenó mundialmente el 19 de septiembre del mismo año a través del programa Primer Impacto de Univision. En enero de 2008, su discográfica anunció una nueva versión del tema a dúo con los puertorriqueños Ángel & Khriz. La canción al estilo reguetón fue estrenada en su sitio web. 
El video musical del segundo sencillo, Cinco minutos, se lanzó mundialmente por Ritmoson Latino el 31 de marzo de 2008. La canción se mantuvo por más de 45 semanas consecutivas en las listas de popularidad y en los primeros lugares de las revistas Billboard y Monitor Latino. En Estados Unidos, ocupó el primer lugar de la revista Radio & Records, durante el mes de mayo. En México, el tema alcanzó el segundo lugar nacional en radio durante junio de acuerdo con los registros de Monitor Latino. Ese mismo año, Trevi reversionó la canción al estilo duranguense junto a Los Horóscopos de Durango. La nueva versión fue difundida paralelamente con El favor de la soledad el cual obtuvo promoción radial principalmente en los Estados Unidos.
Erika Ender, quien compuso Cinco minutos, recibió el galardón "Canción del año" en dos años consecutivos —2009 y 2010— por el tema interpretado por Trevi. En 2009, además de conseguir el premio SESAC, logró ser reconocida con un premio Billboard como compositora de la canción. Ese mismo año, Cinco minutos fue elegida como la más sonada en la radio y Gloria Trevi logró el codiciado premio en la categoría airplay femenino.
Tras la adquisición de Univision Music por parte de Universal Music Group, la cantante se incursionó dentro del catálogo de artistas de la multinacional. Su primer lanzamiento bajo la distribución de la firma fue su tercer sencillo, Pruébamelo. El tema se estrenó en las radios mexicanas el 12 de julio de 2008 y fue presentado por primera vez en televisión durante las emisiones de Muévete. Después del gran éxito conseguido con Pruébamelo y El favor de la soledad, se difundió un último sencillo dirigido al público infantil, Lo que una chica por amor es capaz, durante los primeros meses de 2009. Este quinto corte tuvo bastante aceptación en radio y televisión, y se convirtió en el primer video de animación realizado en su carrera bajo la producción de Nicotronik.
Una rosa blu se publicó el 17 de marzo de 2009 en España y, tras la gira de promoción de Trevi por Madrid y Barcelona, el álbum consiguió entrar en la lista de los 100 más vendidos a nivel nacional. El sencillo que se difundió durante el verano fue la remezcla de Psicofonía el cual se estrenó durante las celebraciones del Orgullo Gay en la capital española. Al término de 2009, Una rosa blu consiguió colocarse en el Top 75 del año en la lista Latin Albums de Billboard.

## Tour
El 15 de febrero de 2008 comenzó a la tercera gira musical titulada Una rosa blu Tour en Los Ángeles, Estados Unidos. La gira recorrió Estados Unidos y México.

## Críticas y recepción
El álbum recibió críticas generalmente favorables por parte de diversos críticos especializados en la industria. El diario Milenio de México escribió "Una rosa blu es un disco para callar bocas, para dejar asentar que, como cantante, como artista y como mujer, la Trevi está a plenitud"; Miguel Ángel Arritola expresa que "hay evolución en su música, en su manera de interpretar, en su manera de componer" y Manuel Eduardo Soto de El Nuevo Herald expresó: "Gloria se atrevió a incursionar en la música tropical, ahora es chili con salsa". Asimismo, el periódico El Norte publicó en su reseña: "Este disco me sorprendió agradablemente al escuchar a la regiomontana interpretando un son cubano". Lorena Flores de Al Día Texas comunicó: "En lo personal me sorprendió la fusión de ritmos en sus canciones, porque las letras siguen teniendo todo su sello, pero siento que en cuestión de sonidos la cantante se ha arriesgado y para bien".
El crítico especializado del sitio All Music Guide, Jason Birchmeier, le dio a la producción cuatro de cinco estrellas en su reseña: "La Atrevida se reinventa a sí misma estéticamente en Una rosa blu, un álbum que debería enfocar más la atención en Trevi, la artista, en vez de Trevi, la de los tabloides".

## Lista de canciones
Esta es la lista de canciones de las diferentes ediciones de Una rosa blu.

### Edición estándar
(CD 7774, Univision Records. Lanzamiento 2 de octubre de 2007)
| N.º   | Título                                                | Escritor(es)                                      | Productor(es)              | Duración |  |
| 1.    | «Psicofonía»                                          | Gloria Treviño                                    | Armando Ávila              | 3:43     |  |
| 2.    | «Pruébamelo»                                          | Gloria Treviño · Armando Ávila                    | Armando Ávila              | 3:16     |  |
| 3.    | «Lo que una chica por amor es capaz»                  | Gloria Treviño                                    | Armando Ávila              | 3:41     |  |
| 4.    | «Una rosa blu» (Una rosa azul)                        | A. Casella, M. Zarrillo, T. Savio, Gloria Treviño | Bob Benozzo                | 4:08     |  |
| 5.    | «Inmaculada»                                          | Gustavo Velásquez                                 | Armando Ávila              | 3:25     |  |
| 6.    | «Doña pudor»                                          | Gloria Treviño                                    | Armando Ávila              | 3:07     |  |
| 7.    | «La vida se va»                                       | Sergio George, Fernando Osorio                    | Sergio George              | 3:24     |  |
| 8.    | «El favor de la soledad»                              | Gloria Treviño                                    | Armando Ávila              | 3:55     |  |
| 9.    | «La calle de la amargura»                             | Gustavo Velásquez                                 | Armando Ávila              | 3:38     |  |
| 10.   | «Cinco minutos»                                       | Erika Ender, Amerika                              | Armando Ávila              | 3:25     |  |
| 11.   | «Lo que te toca» (con la participación de Olga Tañón) | Jorge Luis Piloto                                 | Sergio George, Bob Benozzo | 3:53     |  |
| 12.   | «Psicofonía» (Remix)                                  | Gloria Treviño                                    | Armando Ávila              | 5:38     |  |
| 45:39 |                                                       |                                                   |                            |          |  |

### Edición DeluxeCD+DVD
(CD+DVD , Universal Music. Lanzamiento 30 de septiembre de 2008)
Esta edición es un paquete que incluye el CD estándar con ocho canciones extra, y un DVD con cuatro videos musicales. Fue publicada en septiembre de 2008 por Universal Music Latino, siendo este el primer proyecto de Trevi con la discográfica y la primera reedición de un disco en su carrera.
Disco 1 (CD)
Incluye las doce canciones de la edición estándar, dos remezclas, una colaboración especial con Los Horóscopos de Durango, el tema inédito de la telenovela Valeria, y cuatro canciones inéditas de La trayectoria. La portada es diferente a la versión original ya que presenta una imagen de Gloria Trevi vestida de azul celeste inspirada en Alicia en el país de las maravillas. En la contraportada del disco aparece impreso que la versión de Sufran con lo que yo gozo es una colaboración con Celso Piña; sin embargo, la pista es la edición original al estilo cumbia que fue publicada en el CD La trayectoria (2006).
| Temas extra para Edición Deluxe |                                                                                           |                                                                    |                                 |          |  |
| N.º                             | Título                                                                                    | Escritor(es)                                                       | Productor(es)                   | Duración |  |
| 13.                             | «Doña pudor» (Remix Electrónico)                                                          | Gloria Treviño                                                     |                                 | 3:50     |  |
| 14.                             | «Todos me miran»                                                                          | Gloria Treviño                                                     | Armando Ávila                   | 3:28     |  |
| 15.                             | «Cinco minutos» (Manny López "Minutelicious" Radio Remix)                                 | Erika Ender, Amerika                                               | Manny López                     | 4:06     |  |
| 16.                             | «Cinco minutos» (Versión Duranguense -con la participación de Los Horóscopos de Durango-) | Erika Ender, Amerika                                               |                                 | 3:25     |  |
| 17.                             | «Valeria» (Tema principal de la novela "Valeria")                                         | Gloria Treviño, Yhonny Rivero, Frank Santofimio, Alejandro Mellado | Frank Santofimio, Yhonny Rivero | 3:08     |  |
| 18.                             | «Ingrato»                                                                                 | Gloria Treviño                                                     | George Prajin                   | 3:02     |  |
| 19.                             | «Sufran con lo que yo gozo»                                                               | Gloria Treviño                                                     | Carlos Lara                     | 3:18     |  |
| 20.                             | «El secreto»                                                                              | Gloria Treviño                                                     | Armando Ávila                   | 3:22     |  |
| 1:15:50                         |                                                                                           |                                                                    |                                 |          |  |

Disco 2 (DVD)
- "Psicofonía" — Video
- "Cinco minutos" — Video
- "Psicofonía (Extended Video Remix)" — Video
- "Sufran con lo que yo gozo (Versión Norteña)" — Video

### Edición paraEspaña
(CD 0602517995529, Universal Music. Lanzamiento 17 de marzo de 2009)
Esta edición fue editada y distribuida en España por Vale Music, un sello de Universal Music. Incluye las doce canciones de la edición estándar, alterando su orden debido a la inclusión de una versión corta de la remezcla de Psicofonía como pista número uno, y la versión original como pista número siete, además de tres remezclas y la versión original de Todos me miran.
| N.º     | Título                                                    | Escritor(es)                                      | Productor(es)              | Duración |  |
| 1.      | «Psicofonía» (Remix Edit)                                 | Gloria Treviño                                    | Armando Ávila              | 4:18     |  |
| 2.      | «Pruébamelo»                                              | Gloria Treviño, Armando Ávila                     | Armando Ávila              | 3:15     |  |
| 3.      | «Lo que una chica por amor es capaz»                      | Gloria Treviño                                    | Armando Ávila              | 3:41     |  |
| 4.      | «Una rosa azul» (Una rosa blu)                            | A. Casella, M. Zarrillo, T. Savio, Gloria Treviño | Bob Benozzo                | 4:08     |  |
| 5.      | «Inmaculada»                                              | Gustavo Velásquez                                 | Armando Ávila              | 3:24     |  |
| 6.      | «Doña pudor»                                              | Gloria Treviño                                    | Armando Ávila              | 3:07     |  |
| 7.      | «Psicofonía»                                              | Gloria Treviño                                    | Armando Ávila              | 3:42     |  |
| 8.      | «La vida se va»                                           | Sergio George, Fernando Osorio                    | Sergio George              | 3:24     |  |
| 9.      | «El favor de la soledad»                                  | Gloria Treviño                                    | Armando Ávila              | 3:52     |  |
| 10.     | «La calle de la amargura»                                 | Gustavo Velásquez                                 | Armando Ávila              | 3:38     |  |
| 11.     | «Cinco minutos»                                           | Erika Ender, Amerika                              | Armando Ávila              | 3:25     |  |
| 12.     | «Lo que te toca» (con la participación de Olga Tañón)     | Jorge Luis Piloto                                 | Sergio George, Bob Benozzo | 3:53     |  |
| 13.     | «Psicofonía» (Remix)                                      | Gloria Treviño                                    | Armando Ávila              | 5:38     |  |
| 14.     | «Doña pudor» (Remix Electrónico)                          | Gloria Treviño                                    |                            | 3:50     |  |
| 15.     | «Todos me miran»                                          | Gloria Treviño                                    | Armando Ávila              | 3:28     |  |
| 16.     | «Cinco minutos» (Manny López "Minutelicious" Radio Remix) | Erika Ender, Amerika                              | Manny López                | 4:06     |  |
| 1:02:51 |                                                           |                                                   |                            |          |  |

## Listas de Ventas
| País           | Charts                     | Mejor posición |
| -------------- | -------------------------- | -------------- |
| Estados Unidos | Billboard 200              | 169            |
| Estados Unidos | Billboard Top Albums Sales | 169            |
| Estados Unidos | Billboard Latin Pop Albums | 3              |
| Estados Unidos | Billboard Top Latin Albums | 9              |

## Certificaciones
| País           | Organismo certificador | Certificación | Ventas certificadas | Ref.   |
| -------------- | ---------------------- | ------------- | ------------------- | ------ |
| Estados Unidos | RIAA                   | Oro (latín)   | 100 000             | [ 15 ] |
| México         | AMPROFON               | Oro           | 50 000              | [ 16 ] |

## Videos
- Psicofonia
- Pruébamelo
- Cinco Minutos
- El Favor De La Soledad
- Cinco Minutos (Horóscopo duranguense )
- Psicofonia (Extended Version Remix)
- Sufran Mientras Yo Gozo
- Lo Que Una Chica Por Amor Es Capaz